# کیم یون هه
کیم یون هه (کره‌ای: 김윤혜؛ زادهٔ ۲۴ مه ۱۹۹۱) بازیگر اهل کره جنوبی است.

## حرفه
اولین حضور او روی کاور مجلهٔ سال ۲۰۰۲ به نام وگ گرل کوریا بود و در سال ۲۰۰۵ برای ام‌تی‌وی آسیا مدل بوده است، پیش از اینکه در موزیک ویدئوها نقش آفرینی کند. او حرفهٔ بازیگری خود را تحت نام هنری ووری (کره‌ای: 우리) که در کره‌ای به معنای «ما» است، آغاز کرد و این نام باعث می‌شد که جستجوی او در اینترنت دشوار باشد. او در سال ۲۰۱۲ از نام واقعی خود، کیم یون هه، در طی تبلیغات برای فیلم کمدی ترسناک رفتگرهای روح استفاده کرد. کیم یون هه سپس در مجموعه‌های تلویزیونی ضربان قلب، من به یه پری نیاز دارم (همچنین با نام فرستاده‌شده از بهشت نیز شناخته می‌شود) و گل پسر همسایه نقش آفرینی کرده است. در سال ۲۰۱۳، او بازخوردهای مثبتی را به خاطر به تصویر کشیدن یک دختر دبیرستانی سرد و منزوی در فیلم عاشقانه دلهره‌آور فولاد سرد زمستان دریافت کرد.

## فیلم‌شناسی

### مجموعه تلویزیونی
| سال  | عنوان                  | شبکه                 | نقش          | توضیحات              | منابع |
| ---- | ---------------------- | -------------------- | ------------ | -------------------- | ----- |
| ۲۰۱۰ | مامان من! سوپر مامان!  | کی‌بی‌اس۲              | کانگ اون کی  |                      |       |
| ۲۰۱۱ | دایره جنایی            | کی‌بی‌اس۲              | لی سو مین    | (مهمان، قسمت‌های ۷–۸) |       |
| ۲۰۱۱ | ضربان قلب              | ام‌بی‌سی               | هان هی جو    |                      |       |
| ۲۰۱۲ | من به یه پری نیاز دارم | کی‌بی‌اس۲              | چا نا را     |                      |       |
| ۲۰۱۳ | گل پسر همسایه          | تی‌وی‌ان               | یون سو یونگ  |                      |       |
| ۲۰۱۳ | تو کیستی؟              | تی‌وی‌ان               | ایم جونگ اون | (مهمان، قسمت ۱۶)     |       |
| ۲۰۱۶ | کارآگاه خون‌آشام        | اوسی‌ان               | جونگ یو جین  |                      |       |
| ۲۰۱۷ | دختر پرروی من          | اس‌بی‌اس               | جونگ دا یون  |                      |       |
| ۲۰۱۸ | سومین افسون            | جی‌تی‌بی‌سی             | مین سه اون   |                      | [ ۶ ] |
| ۲۰۲۰ | دوباره هجده سالگی      | جی‌تی‌بی‌سی             | کوان یو می   |                      |       |
| ۲۰۲۱ | وینچنزو                | تی‌وی‌ان               | سو می ری     |                      |       |
| ۲۰۲۱ | پلیس دوستانه           | اوله تی‌وی چویس، سیزن | آرین         | میدنایت تریلر        | [ ۷ ] |
| ۲۰۲۲ | ستاره‌های دنباله‌دار     | تی‌وی‌ان               | پارک هو یونگ |                      | [ ۸ ] |
| ۲۰۲۴ | جونگ‌نیون: تولد ستاره   | تی‌وی‌ان               | سو هه رانگ   |                      | [ ۹ ] |